# Teatre Balear
El Teatre Balear va ser un teatre situat a l'actual plaça de Rosselló de Palma. Va ser construït entre maig de 1908 i novembre de 1909 a partir d'un disseny d'Antoni Vaquer i una façana de marcat estil modernista obra de Manuel Joaquim Raspall i Mayol.
La construcció s'assentava sobre un solar de 1.164 m propietat de la família Zanoguera i comptava amb un cos central amb una sala ovalada amb capacitat per a uns 4.000 espectadors. Tenia una il·luminació mixta de gas i electricitat i comptava amb un escenari de 5 m d'amplada per 10 m de fons.
Es va inaugurar el 4 de desembre de 1909 amb la sarsuela Los hombres alegres de Paso i Abati, amb música de Vicent Lleó, representada per la companyia de Miquel Miró. De les múltiples companyies que hi varen representar al Balear, destaquen Enric Casals i Marta Cazorla que, a partir de 1912, varen representar Lo ferrer de tall de Frederic Soler, Terra baixa d'Àngel Guimerà, Viatge de boda i Gent d'ara d'Eduard Coca, o La bona gent de Santiago Rusiñol.
El setembre de 1912 també hi va actuar Raquel Meller. Però no només va fer teatre clàssic, sinó que va accedir a un públic popular amb cinema, varietats i circ, amb unes campanyes de Nadal que s'institucionalitzen a partir de 1915.
El 1918 el teatre passa a mans de l'empresari Josep Tous Ferrer i s'incrementen les projeccions cinematogràfiques, i el 1922 s'hi fan reformes per facilitar la transició de circ a cinema. Aquell any hi varen actuar els Germans Andreu, amb Charlie Rivel com a líder del grup.
Després de la guerra civil espanyola hi sovintejen les actuacions humorístiques, amb les figures de moda d'aquell període: Zori, Santos i Codeso el 1957; Mary Santpere el 1960; Rafael Farina el 1965; Juanita Reina el 1966. Hi sovintejaven també les varietats, amb les companyies i vedettes de moda: Luis Cuenca i Tania Doris, Lina Morgan, Sara Montiel, Juanito Navarro, Toni Leblanc o Andrés Pajares.
L'any 1968, coincidint amb la urbanització de la plaça de davant, l'edifici va patir fortes modificacions i va perdre la façana modernista. A finals de la dècada del 1980 va ser reconvertit en una sala de bingo i prèviament ja s'havia dedicat la sala al cinema (1980). Actualment està en procés de ser reconvertit en casino, que serà el segon de Palma. En novembre de 2016 un jutge va avalar el precintament de les obres d'aquest Casino Teatre Balear, dictat per l'Ajuntament de Palma. Segons l'ajuntament, el Casino no podia de cap manera aconseguir la llicència d'activitat.